# Site archéologique

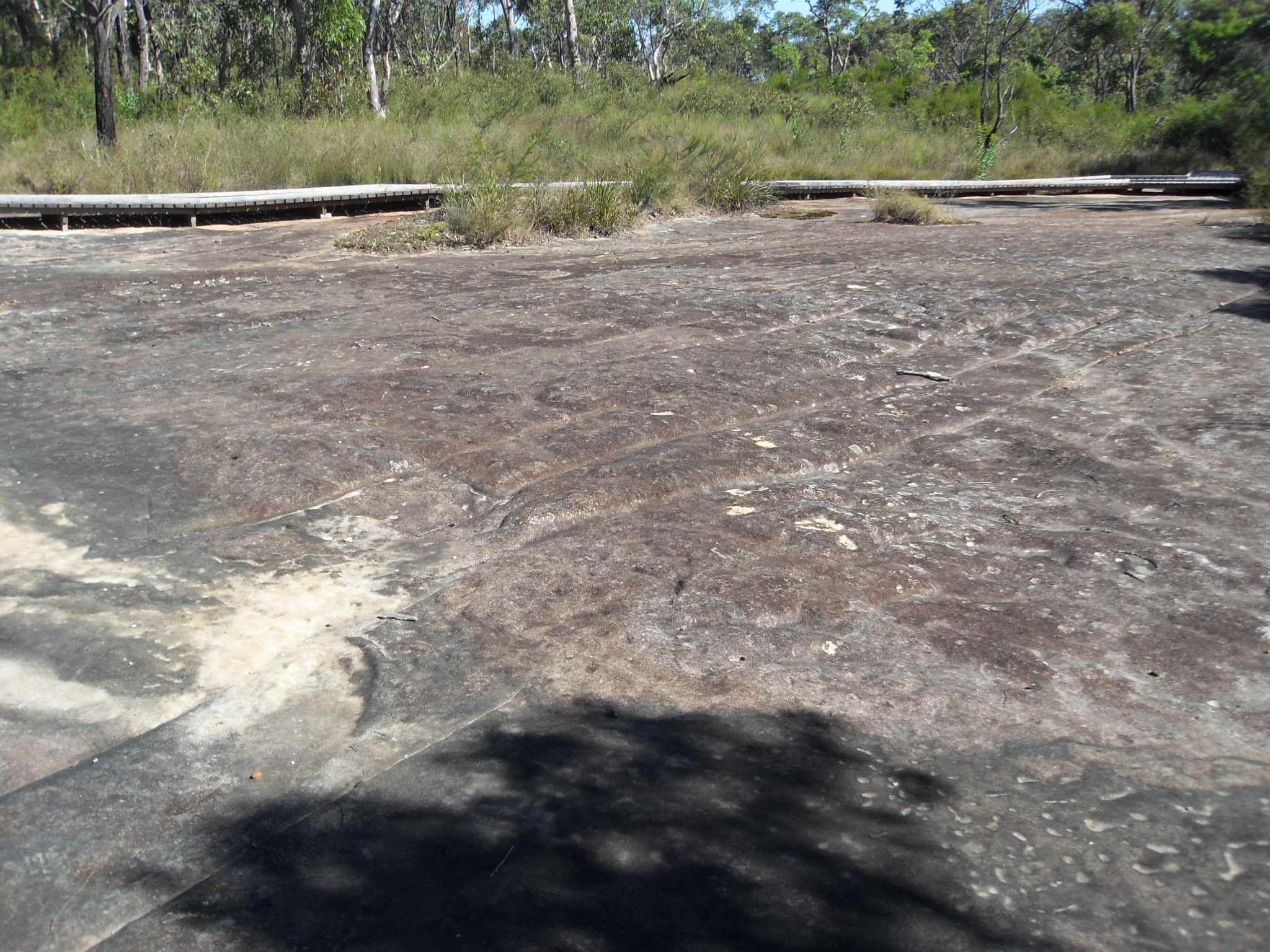
Site archéologique aborigène de Bulgandry (Nouvelle-Galles du Sud, Australie).

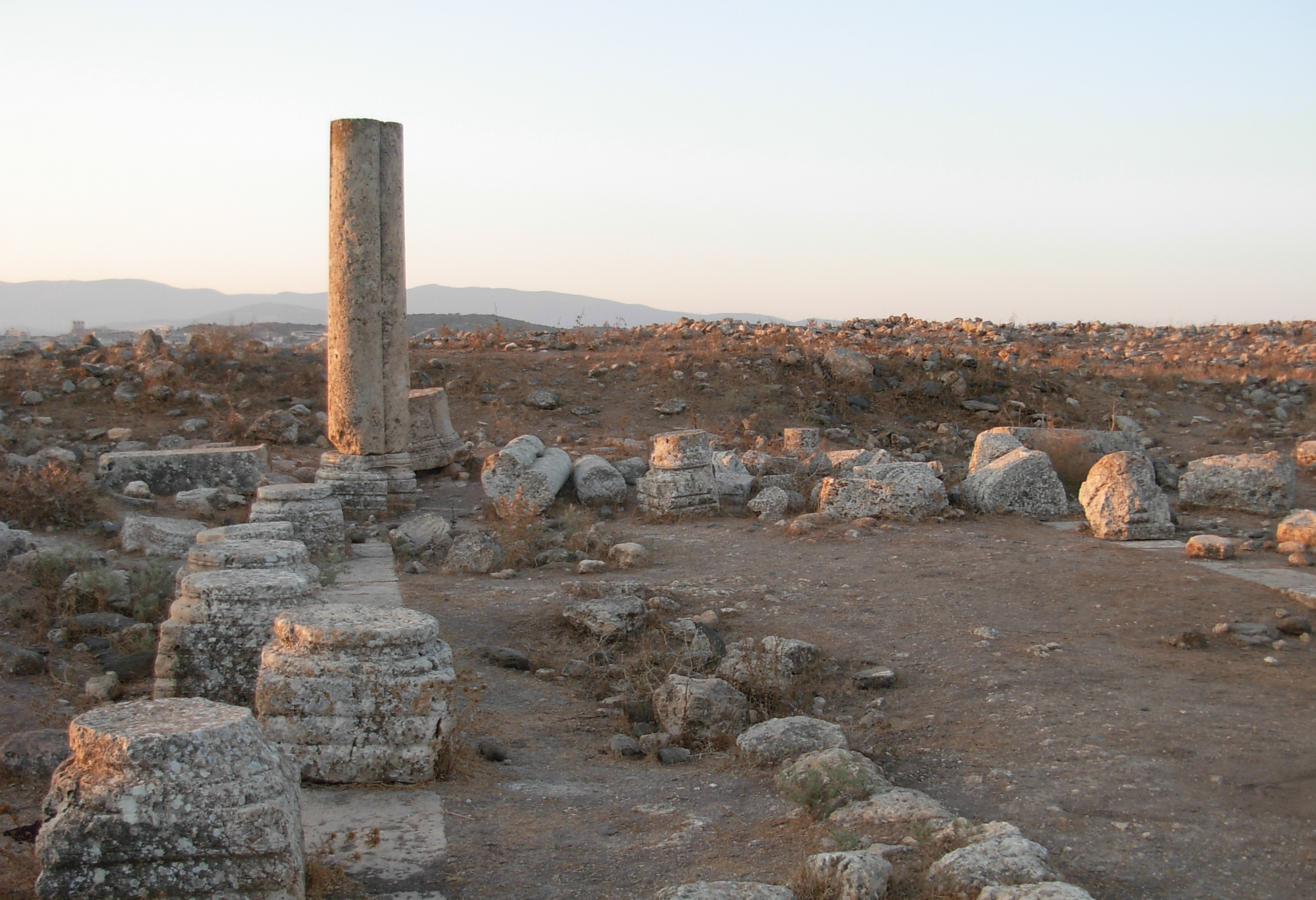
La synagogue antique de Hurvat Amudim (Israël).

Un site archéologique est un lieu (ou un groupe de lieux) où sont préservées des preuves de l'activité passée (préhistorique ou historique, voire contemporaine) de populations humaines, sous la forme d'artéfacts archéologiques, qui correspondent à toutes les structures et objets produits ou traces matérielles laissées par l'Homme à une époque passée et retrouvés enfouis. Le site a été, ou peut être fouillé grâce à l'archéologie.

## Patrimoine immergé
Un site archéologique peut se trouver sur les terres émergées comme sur les terres immergées. Le patrimoine culturel subaquatique est de plus en plus accessible depuis l'invention du scaphandre. De nombreux pillages de sites archéologiques subaquatiques ont déjà eu lieu. La Convention sur la protection du patrimoine culturel subaquatique de l'UNESCO défend ce patrimoine, jusqu'alors très peu protégé juridiquement. Cette convention permet aux états parties de défendre leur patrimoine culturel subaquatique via un mécanisme juridique international.